# Bolechówek
Bolechówek – kolonia w Polsce położona w województwie mazowieckim, w powiecie otwockim, w gminie Kołbiel.
W latach 1975–1998 miejscowość administracyjnie należała do województwa siedleckiego.
Przez Bolechówek przechodzi zelektryfikowana, jednotorowa Linia kolejowa nr 13 na trasie Mińsk Mazowiecki - Pilawa.